# Craseomys smithii
Craseomys smithii — вид гризунів родини Cricetidae. Вона також відома як червона полівка Сміта і зустрічається лише в Японії. Цю полівку назвали на честь Річарда Гордона Сміта (1858–1918), який після посварки з дружиною мандрував світом, полюючи на тварин і записуючи свої подорожі та відкриття у восьми великих щоденниках у шкіряній палітурці. Деякий час він провів у Японії, де збирав ссавців для Британського музею, включаючи типовий екземпляр цієї полівки.

## Розповсюдження
Полівка Сміта зустрічається на японських островах Дого, Хонсю, Кюсю та Сікоку. На Хонсю він зустрічається в центральній і південній частині острова, але відсутній у північній частині.

## Опис
Колір полівки Сміта варіюється від коричнево-жовтого до середньо-коричневого з нижньою частиною більш блідого відтінку коричневого. Довжина тіла близько 115 міліметрів, хвоста близько 60 міліметрів. Вага коливається від 20 до 35 г. Шерсть густа і коротка, морда тупа, вуха округлі.

## Екологія
Полівка Сміта живе в лісах, на плантаціях і сільськогосподарських угіддях у гірських районах на висоті понад 400 метрів. Відсутня на алювіальних рівнинах. Робить нори в підстилці листя і віддає перевагу вологим умовам. Це звичайний вид у обраному середовищі існування, але деякі з його популяцій фрагментовані через будівництво доріг, меліорацію землі, будівництво дамб і вирубку лісів. Дієта повністю вегетаріанська, вид харчується стеблами і листям зелених рослин і насінням. Сезон розмноження різниться в різних місцях, і може бути один або два посліду на рік, у кожному від одного до шести дитинчат, але зазвичай два або три.